# Conxita Prim
Conxita Prim, de nom legal Concepció Gras i Pla i coneguda també com a Conxita Prim Gras, (Barcelona, 7 d'agost de 1920 - Mataró, 7 d'octubre de 1993) fou una pianista, compositora i pedagoga catalana. Amb un repertori molt ampli, es va especialitzar en composició i en pedagogia. Fou una de les figures més transgressores i rellevants de l'escola pianística catalana de la postguerra.

## Biografia
Va néixer al Raval de Barcelona el 7 d'agost de 1920, amb el nom de Concepció Gras Pla, filla de Josefa Gras i Pla, mare soltera, i d'Antoni Prim i Desumvila. Va estudiar música i piano al Liceu de Barcelona on es va especializar en composició. El 1928, es va traslladar a Mataró amb la seva mare, on el 1934 va debutar al teatre Sala Cabanyes amb un notable èxit i seguit de més actuacions a Catalunya. Durant dècades va impartir classes de piano desvinculant-se d'academicismes i escoles oficials. Entre els seus deixebles hi ha en Marcel Olm. Va ser admirada i criticada per la seva personalitat transgressora, reflectida no només a les seves composicions sinó també als seus vestits i sabates dissenyades per ella mateixa.
Part de la seva obra, composta per un conjunt de composicions manuscrites que inclouen nombrosos esbossos i apunts d'harmonia es conserven a la Biblioteca de Catalunya. Va fer servir el pseudònim "Sándalo" en algunes de les seves obres. Va col·laborar amb poetes com Josep Punsola i Pilar Sabater.